# Almanaque Gallego
El Almanaque Gallego era una publicación anual que se publicó en Buenos Aires entre 1898 y 1927, editado por Manuel López Castro. Aunque predominan los textos en español, el idioma gallego estuvo bien representado en el almanaque.

## Descripción
Entre sus colaboradores estaban Cayetano A. Aldrey, Manuel A. Bares, Alfredo Brañas, José María Cao, Eugenio Carré Aldao, Fortunato Cruces, Julio Dávila, Manuel Pérez y Pérez (Numael Ezper), Alfredo Fernández, M. López Lorenzo, A. Martínez Salazar, Eduardo Pondal, José R. Carracido, Bernardo Rodríguez, J. Salgado Rodríguez, Galo Salinas Rodríguez, Francisco Tettamancy, Florencio Vaamonde, Avelina Valladares, Marcial Valladares, Indalecio Varela Lenzano y Adolfo Vázquez Gómez.
En 1923, en el Almanaque Gallego fue publicado por primera el Conto Gallego de Rosalía de Castro. En otros volúmenes se reproducicían pinturas de Ovidio Murguía e ilustraciones de Castelao.

## Ejemplares conservados
Las bibliotecas de las siguientes instituciones conservan ejemplares de la revista:
- Universidad de Santiago de Compostela
- Fundación Penzol (colección completa)
- Real Academia Galega
- Museo de Pontevedra
- Instituto Padre Sarmiento de Estudios Gallegos
- Monasterio de San Juan de Poyo

|                      |
| Año I, 1898, en pdf. |

|                        |
| Año III, 1900, en pdf. |